# Philip Kerr
Philip Ballantyne Kerr (Edimburgo 22 de fevereiro de 1956 — 23 de março de 2018), mais conhecido por Philip Kerr, foi um escritor britânico. Assinou livros infantis como P. B. Kerr.

## Biografia
Graduou-se Direito e Filosofia pela Universidade de Birmingham.
Celebrizou-se quando lançou a trilogia policial Berlim Noir com o personagem Bernie Gunther ambientado na década de 1930 na Alemanha Nazista: "March Violets" de 1989, "The Pale Criminal" de 1990 e "A German Requiem" de 1991. No Brasil foram lançadas respectivamente sob os títulos "Violetas de março", "Assassino Branco" e "Réquiem Alemão".

### Morte
Faleceu em 23 de março de 2018 aos 62 anos.

## Obras

### Trilogia Bernie Gunther
- March Violets, 1989. ISBN 0-670-82431-3
- The Pale Criminal, 1990. ISBN 0-670-82433-X
- A German Requiem, 1991. ISBN 0-670-83516-1

#### Relacionados - livros posteriores da série
- The One From the Other, 2006. ISBN 978-0-399-15299-3
- A Quiet Flame, 2008. ISBN 978-1-84724-356-0
- If The Dead Rise Not, 2009. ISBN 978-1-84724-942-5
- Field Grey, 2010. ISBN 978-1-84916-412-2
- Prague Fatale, 2011 ISBN 978-1-84916-415-3
- A Man Without Breath, 2013. ISBN 978-1-78087-624-5
- The Lady From Zagreb, 2015. ISBN 978-1-78206-582-1
- The Other Side of Silence, 2016. ISBN 978-1-78429-514-1
- Prussian Blue., 2017. ISBN 978-1-78429-648-3
- Greeks Bearing Gifts., 2018. ISBN 978-1-78429-652-0
- Metropolis., 2019.

### Série Scott Manson
- January Window, 2014. ISBN 1784082538
- Hand of God, 2015.
- False Nine, 2015.

### Livros isolados
- A Philosophical Investigation, 1992. ISBN 0-7011-4553-6
- Dead Meat, 1993. ISBN 0-7011-4703-2
- Gridiron , 1995. ISBN 0-7011-6248-1
- Esau, 1996. ISBN 0-7011-6281-3
- A Five Year Plan, 1997. ISBN 0-09-180165-6
- The Second Angel, 1998. ISBN 0-7528-1443-5
- The Shot. ISBN 0-7528-1444-3
- Dark Matter: The Private Life of Sir Isaac Newton, 2002. ISBN 0-609-60981-5
- Hitler's Peace, 2005. ISBN 0-399-15269-5
- Prayer, 2013. ISBN 978-1782-06573-9
- The Winter Horses, 2014. ISBN 978-0-385-75543-6
- Research, 2014. ISBN 978-1782-06577-7

### Não-ficção
- The Penguin Book of Lies. 1991;1996
- The Penguin Book of Fights, Feuds and Heartfelt Hatreds: An Anthology of Antipathy. 1992;1993

### Infantis (como P. B. Kerr)

#### SérieChildren of the Lamp
- The Akhenaten Adventure, 2004. ISBN 0-439-96365-6
- The Blue Djinn of Babylon, 2005.  ISBN 0-439-95950-0
- The Cobra King of Kathmandu, 2006.  ISBN 0-439-95958-6
- The Day of the Djinn Warriors, 2007.  ISBN 978-1-4071-0365-5
- The Eye of the Forest, 2009.  ISBN 978-0-439-93215-8
- The Five Fakirs of Faizabad, 2010.
- The Grave Robbers of Genghis Khan, 2011.

#### Livros isolados
- One Small Step, 2008. ISBN 978-1-84738-300-6
- The Most Frightening Story Ever Told, 2016. ISBN 978-0-553-52209-9
- Frederick the Great Detektive, 2017. ISBN 978-3-499-21791-3